# Trstené pri Hornáde
Trstené pri Hornáde és un poble i municipi d'Eslovàquia. Es troba a la regió de Košice, a l'est del país.

## Història
La primera referència escrita de la vila data del 1215.

## Demografia
| Godina             | 1994 | 2004   | 2014   | 2024   |
| ------------------ | ---- | ------ | ------ | ------ |
| Nombre de persones | 1480 | 1460   | 1538   | 1511   |
| Diferència         |      | −1,35% | +5,34% | −1,75% |

| Godina             | 2023 | 2024   |
| ------------------ | ---- | ------ |
| Nombre de persones | 1500 | 1511   |
| Diferència         |      | +0,73% |